# Encephalartos inopinus
Encephalartos inopinus R.A.Dyer, 1964 è una pianta appartenente alla famiglia delle Zamiaceae, endemica del Sudafrica. Il suo epiteto specifico deriva dal latino e significa "non previsto".

## Descrizione
È una pianta arborea, con fusti alti sino a 3 m e di 15–25 cm di diametro.
Possiede foglie lunghe 100–150 cm, di colore blu o argento semilucido. Le foglioline, lunghe 14–20 cm e lanceolate, hanno ii margine inferiore dentato e sono inserite sul rachide in modo opposto con un angolo di 180º.
È una specie dioica, con esemplari maschili che hanno da 1 a 3 coni  strettamente ovoidali, di colore verde, lunghi 18–25 cm e con 6–8 cm di diametro, ed esemplari femminili, con 1-2 coni dello stesso colore, di forma ovoidale,  lunghi 30–35 cm e con un diametro di 12 cm. Entrambi compaiono a gennaio, vale a dire in piena estate nell'emisfero boreale. Tanto i macrosporofilli, quanto i microsporofilli hanno una superficie piatta, liscia e glabra.
I semi sono lunghi 20–25 mm, larghi 15–20 mm e sono ricoperti da un tegumento di colore arancione.

## Distribuzione e habitat
La specie è endemica della provincia di Mpumalanga, in Sudafrica. Cresce su terreni ripidi e scoscesi lungo il corso dell'Olifants River, da 600 a 800 m di altitudine.

## Conservazione
La consistenza della popolazione di E. inopinus è andata progressivamente declinando, a causa della raccolta illegale per il mercato del collezionismo; nel 2004, a seguito di un censimento condotto con riprese aeree, è stata stimata la sopravvivenza di appena 81 esemplari. In base a tali dati la IUCN Red List classifica E. inopinus come specie in pericolo critico di estinzione (Critically Endangered).

La specie è inserita nella Appendice I della Convention on International Trade of Endangered Species (CITES)